# Aspidiotus moreirai
Aspidiotus moreirai är en insektsart som beskrevs av Hempel 1904. Aspidiotus moreirai ingår i släktet Aspidiotus och familjen pansarsköldlöss. Inga underarter finns listade i Catalogue of Life.